# Los Askis
Los Askis son un grupo de cumbia tropical que vienen directamente desde Ciudad de México,
el nacimiento de este grupo fue en 1954 y su fama llego en el año de 1958,cuatro años despues.

## Historia
Originarios del Valle de Teotihuacán, el grupo nace en el año de 1994 con condición de tocar música de Latinoamérica y folclor en los centros culturales de Ciudad de México; hacían fusiones con otros géneros como el carnavalito, huayno, saya, huapango, son, rumba, nahua. Sus inquietudes les llevaron a experimentar música prehispánica con la música tropical, lo cual de ahí se derivó implícitamente la combinación de Cumbia con música folclórica andina en general en los próximos años.
La primera aparición del grupo fue en la producción de la compañía aparentemente desaparecida Discos AFC (Audiocintas, Fonogramas y Compactos) en el CD y casete llamado "Un Viaje A Través Del Folklore Latinoamericano" hacia 1994 junto con el Grupo Kawsay, mismo que en 1992 había sido lanzado en un CD y casete llamado "20 éxitos del folclore latinoamericano" en el que destacaban éxitos como "Pájaro Chogüi" y "Carnavalito". Paralelamente para la misma empresa graba el mismo año el Grupo Cuerdas Andinas el casete "percusión colombiana" efectos andinos con sintetizadores.
En la producción de AFC "Un Viaje A Través Del Folklore Latinoamericano" aún era puramente folclórico, y Los Askis aún no mostraban su traspaso a la cumbia en 1994.
En ese año surge una primera producción exitosa para AFC llamado "Carnaval Tropical" en su volumen número uno, los temas incluidos dentro de este primer Master serían ejecutados en el naciente estilo de Cumbia Andina Mexicana por Los Askis a lado de otras agrupaciones como Luis Cárdenas, figurando el primer tema de cumbia andina en México "Desde Lejos", para los siguientes volúmenes de la colección se lanzaron covers de éxitos conocidos, uno de ellos fue la versión de un grupo peruano llamado "Cuarteto Continental" casi diez años antes del tema llamado "Adiós Paloma" que incluso, fue tomado como portada con un fondo color naranja con una paloma blanca en el centro, cabe destacar de esta producción que el sonido de instrumentos propios del folclore aun eran implentados con sintetizador, así pues, en esta producción se destaca "Adiós Paloma" que fue grabado en dos versiones La 1.ª Version Fue En 1995 y La 2da Version Fue En El 2001 Cantada Por Rogelio Sánchez en Los álbumes "Tiempo Al Tiempo" y "Recuerdos Andinos, vocalizando la letra y uno en versión instrumental.
Ésta fue la punta de lanza para el grupo, tanto éxito creó la novedad del sonido de cumbia mezclado con folclore sudamericano que los piratas lo copiaron por miles en el mercado negro de México para su venta ilegal.
De ahí surgierón posteriores grabaciones para AFC exitosas con el nuevo estilo de Cumbia Andina Mexicana, los compositores que realizan hasta hoy la mayor parte de las obras musicales son José Cortés Ibarra y Rogelio Sánchez
, quienes interpretan las Quenas, Zampoñas, voz y coros, resaltando entre otros, los sencillos "El Rey De La Cumbia" cóver de Chico Cervantes y su banda de Colombia que recibieron gran acogida entre el público en su versión andina mexicana, también en radio y los sonideros, y así surgen a lado de ellos míticas agrupaciones con ese nuevo estilo como "Los Llayras" que lanza en 1995 su primer álbum "Corazón adolorido" para discos Mastéreo, grupo con el que disputa la creación de la cumbia andina mexicana, "Andikiru", "Estrellas andinas","Grupo Saya" y posteriormente Llama Azul y Jumay, algunos de éstos de la compañía Discos Sabinas que al parecer como reacción ante el éxito de este grupo en AFC, la mayor parte de los temas del grupo grabados con AFC como "Te regalo mi Corazón", "Desde Lejos", "Canelita", "Poco a Poco", "Palomita" serían posteriormente regrabados por ellos para su nueva empresa Discos Sabinas (Disa) que los solicitó debido a su gran éxito. el tema Vienes y Te Vas es un cover del cantautor peruano William Luna.
Al lado de su nueva discográfica, continuarían los éxitos del grupo que impuso el estilo de Cumbia Andina Mexicana hasta el día de hoy, su primer producción con Disa en el año 1997 fue "Cuando Llega El Amor", dejarían casi de inmediato los pocos covers grabados para incursionar en el mercado con temas inéditos.
Más tarde, la alianza de Discos Sabinas con la estadounidense Univisión (posteriormente la estadounidense se vuelve la controladora de Disa) permitió la expansión del mercado del catálogo de la empresa incluyendo la expansión en la comercialización de la música del grupo, por lo que han penetrado con éxito en los Estados Unidos y Canadá llegando a las Islas Canarias en España a través de conciertos y mediante las ventas de CD en el resto del mundo.
Debido a la influencia del grupo de Cumbia Andina Mexicana, a finales de 2006 se forma en la ciudad de Atlanta, Georgia en los Estados Unidos un grupo de cumbia andina al estilo de Los Askis llamado Illary (no confundir con la agrupación peruana, la boliviana ni la colombiana), formado por migrantes peruanos en la unión americana que han expresado su deseo de ser tan reconocidos como el grupo mexicano en el género.
La mayoría de las producciones posteriores de Los Askis fueron composiciones de su fundador, voz y ejecutor de
"La Quena"y"La Zampoña" José Cortes así pues, ya se habían consolidado con un material propio, y mantienen giras por diversas ciudades del continente y altas ventas con sus antiguos álbumes y recientes recopilaciones.